# Palazzo di Augustenborg
Il Palazzo di Augustenborg, chiamato anche il Castello di Augustenborg, è un edificio in stile rococò 
del XVII situato nella parte sud-occidentale di Augustenborg sull'isola di Als in Danimarca. 
Il palazzo deve il suo nome alla duchessa Auguste (1633-1701). Augustenborg ha dato il nome alla Casa di Schleswig-Holstein-Sonderburg-Augustenburg, il cui ultimo membro fu il duca Cristiano Augusto II (1798-1869).

## Storia

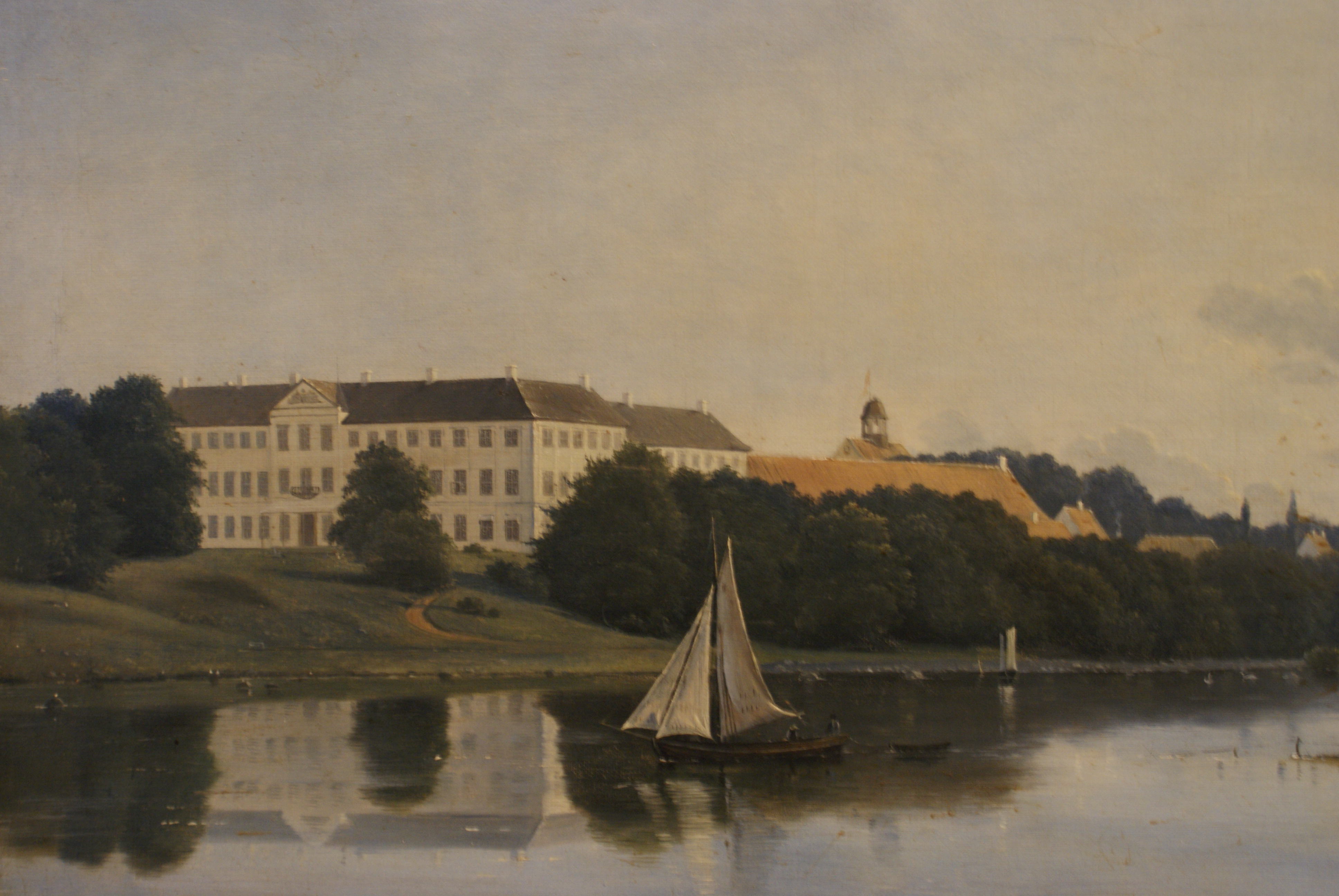
Veduta del palazzo di Augustenborg, 1845

Il palazzo originale, in parte in legno, fu costruito tra il 1660 e il 1664 da Ernest Gunter, primo duca di Augustenborg, dopo aver acquistato il villaggio di Stavensbøl e averlo demolito per sfruttare i suoi terreni. Gli edifici a un piano, con il tetto rosso intorno al cortile esterno, furono aggiunti a partire dal 1733, mentre l'edificio principale a tre ali, che sostituisce il palazzo originale, fu costruito tra il 1770 e il 1776 in completa simmetria, un ottimo esempio di architettura barocca.
Con le sue pareti dipinte di giallo e il tetto di tegole blu, le ali crescono gradualmente in altezza man mano che si avvicinano alla sezione centrale. Le tre campate centrali della facciata sporgono come avancorpi a tre piani. All'interno, una bella sala d'ingresso è stata rifinita in stucco bianco dipinto dal decoratore italiano Michelangelo Taddei (1755-1831). Taddei lavorò anche all'interno della cappella barocca a due piani nell'ala nord dell'edificio, aggiungendo una pala d'altare rococò con pulpito integrato, oltre a decorazioni lungo le curve e le pareti della navata. Nello stesso periodo, gran parte della città fu riqualificata. L'edificio del palazzo è stato ulteriormente ristrutturato negli anni '20.
Hans Christian Andersen trascorse due settimane a palazzo nell'autunno del 1844 e scrisse La piccola fiammiferaia durante la visita al castello.
Durante la Prima guerra dello Schleswig (1848-50), Cristiano Augusto II, l'ultimo duca a vivere nel palazzo, lasciò Augustenborg a causa delle sue strette relazioni con la Germania. Da quel momento in poi l'edificio servì prima come caserma e dal 1878 in poi come seminario femminile.
Nel 1921, Augustenborg fu acquisita dallo Stato danese. Nel 1927-1928 fu trasformato in ospedale e dal 1932 è stato adibito a ospedale psichiatrico. All'ingresso dell'edificio si trova una mostra sul palazzo, sulla città e sulla sua storia ducale.

## La chiesa palatina

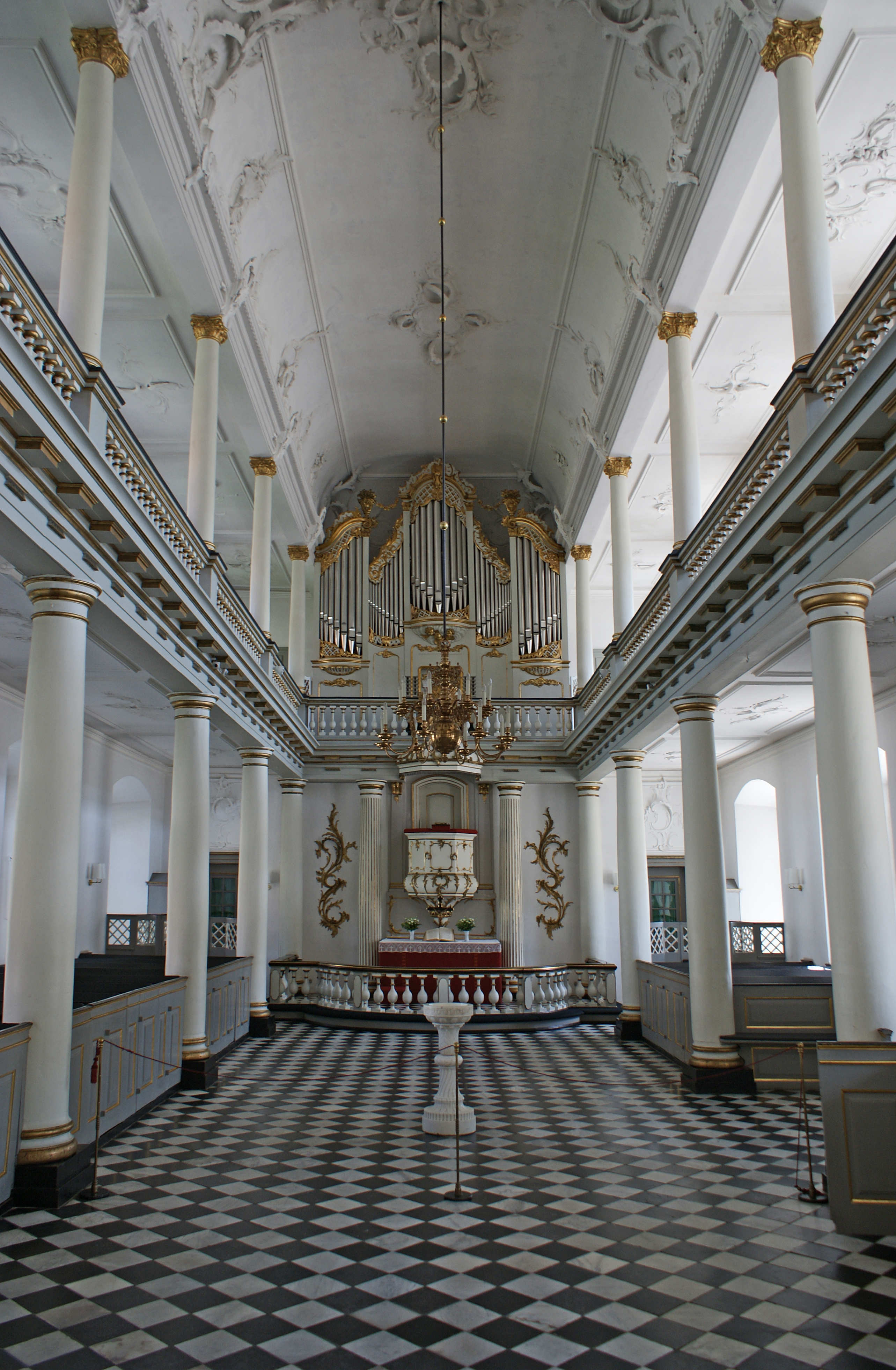
L'interno della chiesa di palazzo

L'ambiente più grande del palazzo è la sala della chiesa, risalente alla fine del XVIII secolo: non visibile dall'esterno, copre tutti i due piani dell'annesso dell'ala nord e succede a una cappella più antica, risalente al 1671, che fu demolita prima della costruzione del castello. Questa sala, che dal 1874 funge da chiesa parrocchiale della città, è stata ampiamente restaurata nel 1972.
L'architettura rococò della sala della chiesa corrisponde a quella del resto dell'edificio. Gli stucchi sono probabilmente opera di Michelangelo Taddei. Questa sala della chiesa ha sette aperture separate per le finestre. Sei colonne doriche e sei colonne corinzie separano lo spazio, formando una sala a tre navate. Una balaustra curva conduce al pulpito dell'altare sulla parete est. L'organo si trova sopra l'altare ed è opera dell'organaro di Holstein Johann Daniel Busch. Il fonte battesimale in marmo di Carrara fu un dono dello zar russo Alessandro I.

## Il giardino
Il palazzo è situato direttamente su una baia del fiordo di Augustenborg, un braccio del Mar Baltico. Le vedute della baia e del paesaggio retrostante sembrano essere una continuazione del giardino stesso in lontananza. Il parco comprende un giardino in stile barocco, che nel XIX secolo è stato trasformato in un parco paesaggistico. Il giardino è dotato di ampie terrazze a prato e siepi topiarie.
Il giardino di fronte all'edificio del palazzo è incorniciato da alberi e colline scolpite, accessibili tramite sentieri. Sotto uno dei tigli del parco del castello si trova una targa che ricorda il poeta Andersen, che si dice abbia lavorato qui per molti dei suoi racconti. All'interno del parco si trovano due case estive e annessi che, dopo la partenza della famiglia ducale nel 1848, furono convertiti per uso pubblico. La Casa del Principe è di piccole dimensioni e dall'aspetto relativamente spartano. Fu costruito nel 1765 per Emilio Augusto, fratello minore del Duca Federico Cristiano I. La casa rossa servì da eremo per Emilio Augusto, che vi abitò fino alla sua morte nel 1786. La piccola proprietà fu lasciata in eredità alla sorella, Cristina Luisa Carolina, perché la usasse durante la sua vita. La chiesa del palazzo, che oggi funge da chiesa parrocchiale di Augustenborg, è aperta al pubblico nei mesi estivi. Le visite agli appartamenti ducali possono essere organizzate in anticipo.